# Eudald de Juana Gorriz
Eudald de Juana Gorriz (Navata, 1988) és un escultor català conegut per les seves obres d'estil naturalista, on la figura humana és la gran protagonista. Les seves obres públiques es poden visitar a Milà, Barcelona o Cadaqués. Té obra a la col·lecció permanent del Museu de l'Empordà de Figueres i al MEAM de Barcelona.

## Biografia
Va néixer en una família d'escultors a Navata (Girona). Als 19 anys va començar els seus estudis de llicenciatura en Belles arts a la Universitat de Barcelona, on va explorar diferents disciplines artístiques, sent el cos humà el seu màxim interès. Després de la seva graduació, el 2012, va continuar la seva formació en escultura i dibuix a la Florence Academy of Art de Florència. El seu període a Itàlia li va permetre desenvolupar el seu interès en la representació de la figura humana en estil naturalista, basat en la tradició de les acadèmies franceses i italianes del segle XIX.
Després de diversos anys exercint de professor de dibuix i escultura a la Florence Academy of Art, des del 2018 crea els seus propis workshops amb artistes provinents de tot el món. Per a Eudald De Juana, compartir els seus aprenentatges li permet aprofundir en els seus coneixements de la representació figurativa.
De Juana és un gran admirador de l'obra i de la tècnica de Miquel Blay havent realitzat diverses còpies d'algunes de les seves obres.
Ha participat en la producció de la pel·lícula Sons of the Neon Night realitzant set escultures amb retrats dels protagonistes. També ha participat en la creació d'escultures monumentals per a la pel·lícula Gladiator 2, on destaca la còpia de 5 metres de l'escultura d'August de Prima Porta.

## Obra pública
A continuació, es detallen algunes de les escultures públiques més destacades d'Eudald de Juana:
- 2023: "Memòria" Aquesta obra de gran format vertebra el memorial de la Guerra Civil[4] a Figueres. Aquesta escultura pública va ser bandalitzada i posteriorment restaurada pel mateix artista.[5]
- 2021: Monument "Ritorno in Aria" Ubicada al Cimitero Monumentale de Milà, Itàlia, aquesta escultura té una alçada de més de dos metres.
- 2017: "Monument al compositor Manuel Blancafort" Aquesta escultura[6] s'exposa a la galeria de personatges il·lustres del Palau de la Música Catalana de Barcelona.
- 2014: "Monument a Carles Rahola" Aquesta escultura es pot trobar exposada a la rambla de Cadaqués.

## Obra en col·leccions públiques
- 2019: "Meteor"[7] Resina acrílica i pintura a l'oli. 182 x 95 x 50 cm. Exposada a les col·leccions permanents del Museu de l'Empordà de Figueres. Número d'inventari: Ref. 2525.

## Exposicions destacades
- 2025 - Exposició al Harbour City Center de Hong Kong[8] com a part de la promoció de la pel·lícula Sons of the Neon Night (26 d'abril - 2 de juny de 2025, Hong Kong)
- 2023 - From delicacy to strenght. Exposició monogràfica. Espaço Exibicionista. Lisboa, Portugal.
- 2019 - Eudald de Juana i la transgressió de la forma (del 5 d'octubre de 2019 al 12 de gener de 2020). Museu de l'Empordà. Figueres (Girona).[9]
- 2012 – Entre la materia i l'Esperit. Galeria Dolors Ventós, Figueres (Girona).[10]